# Multibus (elektronica)

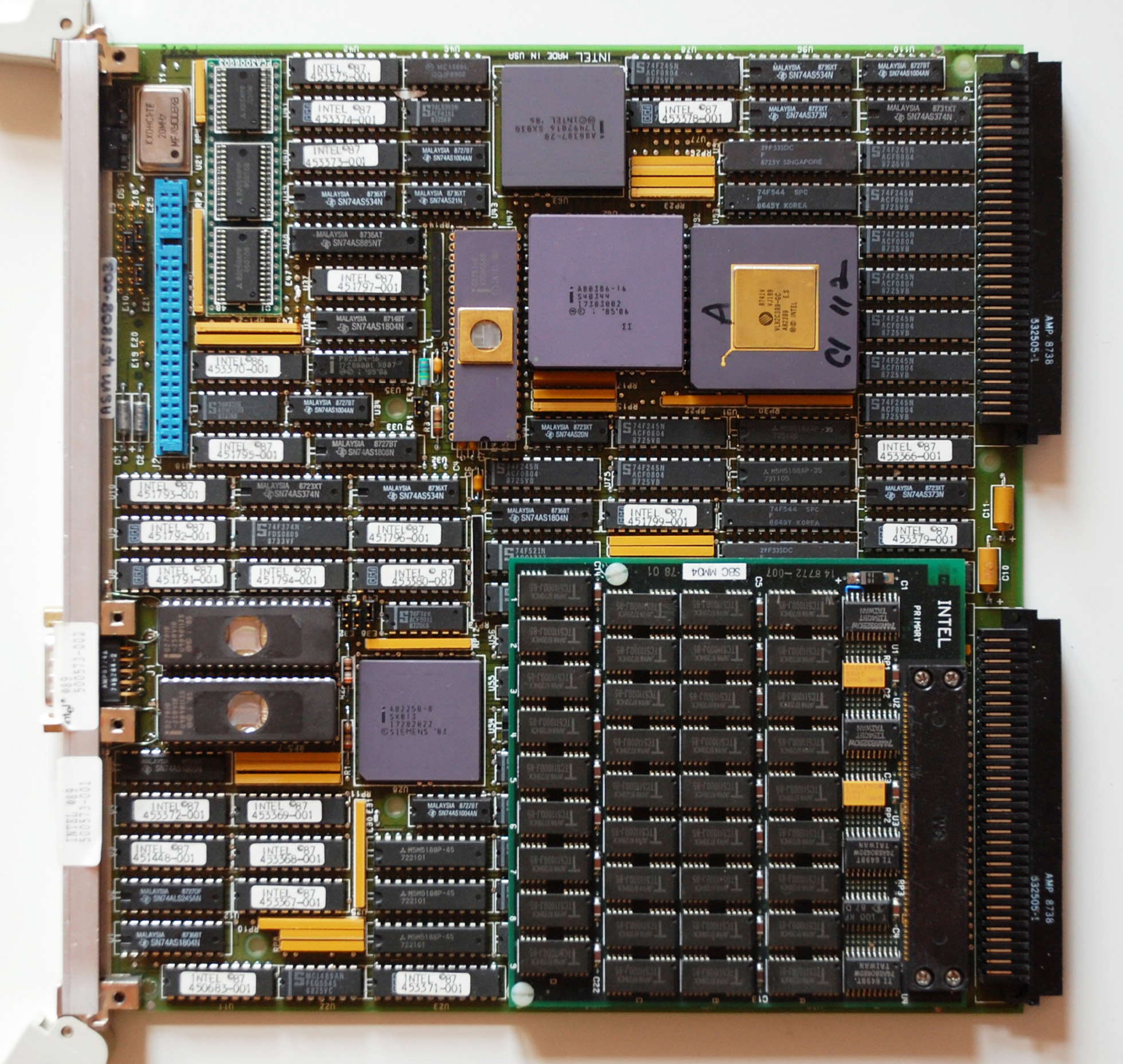
Intel iSBC 386/116 Multibus II Single Board Computer

Multibus is een bussysteem voor industriële computers dat ontwikkeld werd door Intel in 1975. Tegen het einde van de jaren negentig werd Multibus nog maar zelden gebruikt.

## Architectuur
Multibus is een asynchrone I/O-bus die apparaten met verschillende overdrachtssnelheden ondersteunt met behoud van maximale doorvoer. Er zijn 20 adreslijnen, waardoor tot 1 MB multibusgeheugen en 1 MB I/O-locaties geadresseerd kunnen worden. Veel I/O-apparaten gebruiken alleen de eerste 64 kB van de adresruimte.
Multibus ondersteunt multi-masterfunctionaliteit, waardoor de bus kan gedeeld worden met meerdere processoren en andere DMA-apparaten.
De standaard Multibus-vormfactor was een printplaat van 12 × 6,75 inch met twee uitwerphendels aan de voorkant. De printplaat had twee bussen: een brede P1-bus waarvan de pintoewijzing bepaald werd door de Multibus-specificatie en een smallere P2-bus die fungeerde als een privébus.

## Multibus standaard
Multibus omvat de volgende bussen:
- Multibus System Bus — gepubliceerd als IEEE 796
- iSBX (I/O Expansion Bus) — gepubliceerd als IEEE P959
- iLBX Local Bus Extension[3]
- Multichannel I/O Bus

## Versies

### Multibus I
De eerste versie, die door Intel in 1975 uitgebracht werd, was een 8-bit bus. De kaarten hadden geen voorpaneel en ze gebruikten connectoren die vergelijkbaar waren met die van ISA-kaarten. In 1978 werd de busstructuur uitgebreid om zowel 8- als 16-bit apparaten te ondersteunen. Hierdoor kon de bus ook gebruikt worden met de toenmalige nieuwe generatie 16-bit microprocessoren. Multibus I werd in 1983 gestandaardiseerd als IEEE 796, maar is ondertussen achterhaald en werd op 15 januari 2001 door IEEE geschrapt als standaard.

### Multibus II
De tweede versie werd in 1987 uitgebracht als de IEEE 1296-standaard. Multibus II is een 32-bit bus op 10 MHz met een snelheid van 40 MB/s. De kaarten gebruikten connectoren die vergelijkbaar waren met die van NuBus- en VMEbus-kaarten. Deze versie werd in 1994 ook uitgebracht als de ISO/IEC 10861-standaard.
Multibus II werd door IEEE op 10 januari 2002 als standaard geschrapt, maar is nog steeds een officiële ISO-standaard.

## Toepassing

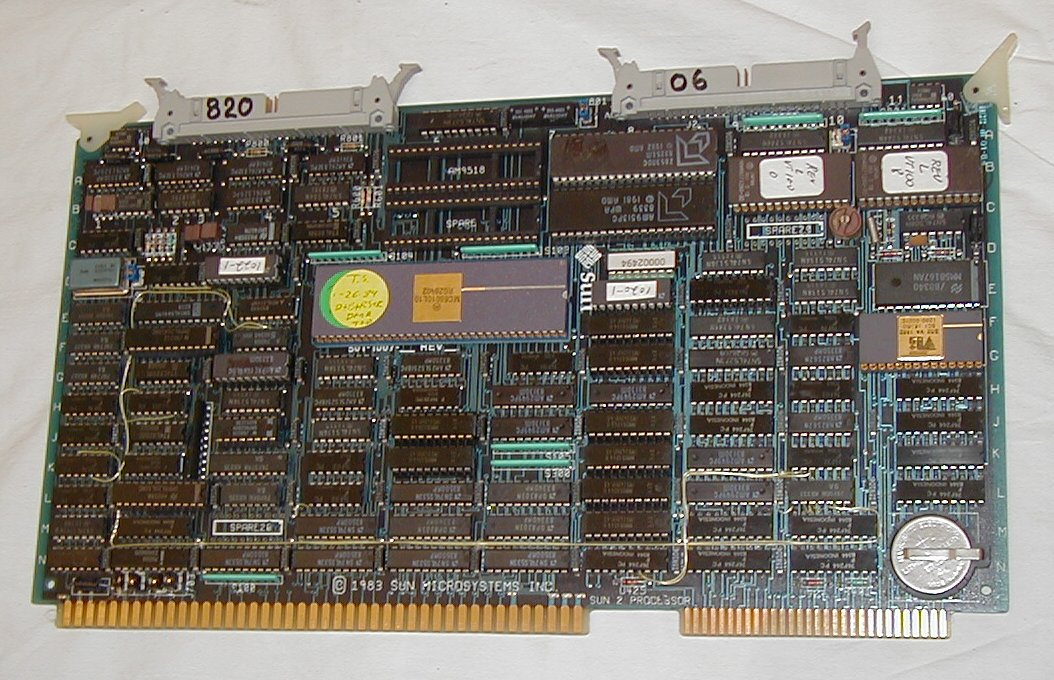
Sun-2 Multibus I CPU-kaart

De Multibusspecificatie was een industriestandaard met een relatief grote vormfactor, zodat deze kon gebruikt worden voor complexe apparaten. in 1982 waren er meer dan 100 fabrikanten van Multibus-kaarten en -systemen, gaande van behuizingen tot CPU- en geheugenkaarten en controllerkaarten voor randapparatuur. Hierdoor konden complexe systemen gebouwd worden op basis van kant-en-klare commerciële hardware.
Een goed voorbeeld hiervan waren de Sun-1 en Sun-2 werkstations van Sun Microsystems: Sun produceerde op maat gemaakte CPU-, geheugen-, SCSI- en videokaarten en voegde vervolgens Ethernet-kaarten, schijfcontrollers, tapecontrollers en terminalinterfaces van andere fabrikanten toe om het systeem te configureren als een werkstation of een server. Andere producenten van werkstations die hun ontwerp op Multibus gebaseerd hadden, waren HP/Apollo en Silicon Graphics.